# Silvikkojärvi
Silvikkojärvi eller Silvikonjärvi är en sjö i Finland. Den ligger i kommunen Rautavaara i landskapet Norra Savolax, i den centrala delen av landet, 400 km nordost om huvudstaden Helsingfors. Silvikkojärvi ligger 165 meter över havet. I omgivningarna runt Silvikkojärvi växer i huvudsak blandskog. Den är 10,6 meter djup. Arean är 46,3 hektar och strandlinjen är 4,8 kilometer lång. Sjön  ingår i Vuoksens huvudavrinningsområde. 